# Щиценко
Щиценко (пол. Szczycienko) — село в Польщі, у гміні Островіце Дравського повіту Західнопоморського воєводства.
Населення — 23 особи (2011).
У 1975-1998 роках село належало до Кошалінського воєводства.

## Демографія
Демографічна структура станом на 31 березня 2011 року:
|          | Загалом | Допрацездатний вік | Працездатний вік | Постпрацездатний вік |
| -------- | ------- | ------------------ | ---------------- | -------------------- |
| Чоловіки | 14      | 1                  | 13               | 0                    |
| Жінки    | 9       | 1                  | 5                | 3                    |
| Разом    | 23      | 2                  | 18               | 3                    |